# Pseudococcus maritimus
Pseudococcus maritimus är en insektsart som först beskrevs av Ehrhorn 1900.  Pseudococcus maritimus ingår i släktet Pseudococcus och familjen ullsköldlöss. Inga underarter finns listade i Catalogue of Life.